# What to Expect When You're Expecting
What To Expect When You’re Expecting (prt: O Que Se Espera Enquanto Se Está à Espera; bra: O Que Esperar Quando Você Está Esperando) é um filme do género comédia romântica, baseado no bestseller da escritora Heidi Murkoff, que tem como distribuidora a Universal Studios, dirigido por Kirk Jones.
O filme segue a mesma linha de Simplesmente Amor e Idas e Vindas do Amor, onde várias histórias se interligam.

## Enredo
Situado em Atlanta, o filme começa com a instrutora fitness Jules Baxter (Cameron Diaz) e seu parceiro de dança Evan Webber (Matthew Morrison), atuando no programa de TV Celebrity Dance Factor. Eles são coroados os vencedores do programa, mas Jules vomita em seu troféu, descobrindo que está grávida. Jules luta ao tentar equilibrar sua gravidez com sua vida ativa normal. Depois de ser informada durante o ultra-som que ela está tendo um filho, ela tem uma discussão em andamento com Evan sobre a possibilidade ou não de o filho ser circuncidado . Durante o trabalho de parto, ela escolhe não ter uma epidural. Ela dá à luz uma filha que eles chamam de Emerson, terminando o debate. Após o parto, Jules e Evan ficam noivos.
A fotógrafa Holly Castillo (Jennifer Lopez) não pode conceber filhos e decide adotar uma criança da Etiópia com seu marido, Alex (Rodrigo Santoro). Eles decidem comprar uma casa nova para o bebê. Holly envia Alex para sair com o "grupo de caras", um grupo de pais que andam pelo parque e se apoiam, fundado por Vic Mac (Chris Rock). Alex se sente ainda mais nervoso por se tornar pai. Holly perde o emprego e fica magoada quando percebe o quanto Alex não está preparado para uma criança. No entanto, eles finalmente vão para a Etiópia e adotam um bebê chamado Kaleb.
Wendy Cooper (Elizabeth Banks) administra uma butique de amamentação chamada The Breast Choice, e vem tentando ter um bebê com seu marido Gary (Ben Falcone) há dois anos. Ela finalmente concebe e compartilha as notícias com Gary depois de fazer cinco testes de gravidez. Tendo planejado uma gravidez mágica e feliz, Wendy se sente péssima ao longo dela e, durante uma convenção que foi escolhida para falar sobre o milagre do parto, ela começa a desmoronar e começa a falar sobre o quanto o processo é péssimo. Sua explosão é filmada e se torna um sucesso viral no YouTube , após o qual sua boutique é inundada de clientes. Depois de muitas atividades indutoras de parto, ela vai ao hospital apenas para descobrir que precisa de cesariana, o que é contra o seu plano de nascimento. Ela perde muito sangue, mas está bem e entrega um filho chamado Theo.
Ramsey Cooper (Dennis Quaid), um famoso piloto de carros de corrida e pai de Gary, é casado com uma mulher mais jovem chamada Skyler (Brooklyn Decker), tornando-se madrasta de Gary. Ela trata Gary como seu próprio filho, apesar de obviamente não ser mãe dele, para grande aborrecimento de Gary. Durante um almoço em que Wendy e Gary anunciam sua gravidez, Ramsey e Skyler também anunciam que estão esperando. Ao contrário de Wendy, Skyler cruza a gravidez sem problemas. Wendy a inveja e detesta sua facilidade; no entanto, logo após Skyler dar à luz meninas gêmeas chamadas Laverne e Shirley, ela e Ramsey são mostrados lutando com os bebês agitados. Theo, conhece as meias-tias Laverne e Shirley.
Rosie Brennan (Anna Kendrick), prima de Skyler e chef de caminhão de comida, conhece um velho amigo do ensino médio, Marco (Chace Crawford), também chef de caminhão de comida, durante uma guerra de relva entre seus caminhões de comida. Ela acredita que ele é um jogador e inicialmente o impressiona, mas a reunião leva a uma gravidez inesperada após o sexo naquela noite. Preocupados a princípio, eles acabam se adaptando à ideia de se tornar pais e morar juntos. No entanto, uma noite Rosie descobre que está sangrando e eles dirigem para o hospital, onde descobrem que ela abortou. Devastada, Rosie diz a Marco para sair, o que ele faz, mas ele faz várias tentativas de voltar com ela. Eventualmente, eles voltam a se reunir e decidem levar as coisas devagar e sua história termina com a união de forças para criar um caminhão de comida.
Em diferentes pontos do filme, certos personagens se conhecem e descobrimos que todas as histórias estão ligadas. Muitos dos personagens são fãs de uma ou das duas séries de TV de Jules. Gary estava no programa de perda de peso de Jules e é cliente regular do caminhão de alimentos de Marco, Skyler é primo de Rosie e Holly é Wendy e fotógrafa de Skyler.

## Elenco
- Cameron Diaz como Jules Baxter
- Elizabeth Banks como Wendy Cooper
- Jennifer Lopez como Holly Castillo
- Brooklyn Decker como Skyler Cooper
- Anna Kendrick como Rosie Brennan
- Joe Manganiello como Davis
- Chace Crawford como Marco
- Rodrigo Santoro como Alexander "Alex" Castillo
- Matthew Morrison  como Evan Webber
- Ben Falcone como Gary
- Dennis Quaid como Ramsey Cooper
- Chris Rock como Vic Mac
- Wendi McLendon-Covey como Kara
- Thomas Lennon como Craig

## Produção
What to Expect When You're Expecting é baseado no livro de mesmo nome escrito por Heidi Murkoff e Sharon Mazel; o roteiro foi adaptado por Heather Hach e re-escrito por Shauna Cross. Kirk Jones dirigiu o filme. Em 9 de julho de 2011, uma chamada de elenco aberta teve lugar para mulheres grávidas e etíopes. O filme começou as filmagens em Atlanta em 19 de julho de 2011 Em 26 de julho, produção filmada em Midtown na Peachtree Street, perto de Museu de alta em Piedmont Park.

## Recepção

### Crítica
O filme tem uma classificação de 23% no Rotten Tomatoes, baseado em 127 opiniões, e tem recebido críticas negativas na maior parte dos críticos de cinema. New York Daily News deu 3 e meia de 5 estrelas, e escreveu "Felizmente o filme, é um passeio bastante bom e divertido que tem um apelo universal para ambos os pais e aqueles que já teve um pai ou uma mãe", e nomeou a cena em que Jennifer Lopez personagem Holly viaja para a Etiópia para atender a criança que ela está adotando como momento mais emocionante do filme.

### Bilheteiras
What to Expect When You're Expecting atingiu 10,55 milhões de dólares no seu fim-de-semana de estreia, a 18 de junho de 2012 atingiu 38,823 milhões de dólares nos Estados Unidos. O total mundial cifra-se em 84,384 milhões de dólares.